# Mimus patagonicus
Mimus patagonicus là một loài chim trong họ Mimidae.